# کوه چوک شاخ
کوه چوک شاخ کوهی در رشته‌کوه هندوکش افغانستان است. این کوه در شمال افغانستان واقع گردیده است.